# ریچلند هیل (تگزاس)
ریچلند هیل، تگزاس(به انگلیسی: Richland Hills, Texas) شهری در ایالت تگزاس از ایالات جنوبی ایالات متحده آمریکا است. در سرشماری سال ۲۰۰۰، جمعیت این شهر ۸۱۳۲ نفر اعلام شد.